# Chichester (Nuevo Hampshire)
Chichester es un pueblo ubicado en el condado de Merrimack en el estado estadounidense de Nuevo Hampshire. En el Censo de 2010 tenía una población de 2.523 habitantes y una densidad poblacional de 46,12 personas por km².

## Geografía
Chichester se encuentra ubicado en las coordenadas 43°15′55″N 71°24′32″O / 43.26528, -71.40889. Según la Oficina del Censo de los Estados Unidos, Chichester tiene una superficie total de 54.71 km², de la cual 54.43 km² corresponden a tierra firme y (0.51%) 0.28 km² es agua.

## Demografía
Según el censo de 2010, había 2.523 personas residiendo en Chichester. La densidad de población era de 46,12 hab./km². De los 2.523 habitantes, Chichester estaba compuesto por el 98.81% blancos, el 0.2% eran afroamericanos, el 0% eran amerindios, el 0.24% eran asiáticos, el 0% eran isleños del Pacífico, el 0.2% eran de otras razas y el 0.55% pertenecían a dos o más razas. Del total de la población el 1.07% eran hispanos o latinos de cualquier raza.